# ورزشگاه استاد سن سیمفورین
استاد سن سیمفورین (به فرانسوی: Stade Saint-Symphorien) یک ورزشگاه چندکاره در متز فرانسه است. این ورزشگاه اکنون بیشتر برای میزبانی بازی‌های باشگاه فوتبال متز استفاده می‌شود. این ورزشگاه ۲۵٫۶۳۶ نفر ظرفیت دارد و در سال ۱۹۲۳ ساخته‌شده‌است.